# Wohnhaus Calle 13
Das Wohnhaus Calle 13 (auch Zum Fletthof) in Bücken-Calle in der niedersächsischen Samtgemeinde Grafschaft Hoya wird aktuell (2023) als Ferienwohnanlage genutzt.
Das Gebäude steht unter Denkmalschutz (siehe auch Liste der Baudenkmale in Bücken).

## Geschichte und Beschreibung
Das eingeschossige giebelständige Hallenhaus in Fachwerk mit Steinausfachungen  sowie mit Krüppelwalmdach mit Uhlenloch und niedersächsischen Pferdeköpfen wurde auf einem Hof von 1585 als Wohn- und Wirtschaftsgebäude gebaut. Es erfuhr mehrere Veränderungen. Im Wohnhaus befindet sich noch das alte Flett von 1801 mit offener Feuerstelle der Küche, woher der Hof seinen heutigen Namen hat. 1980 wurden die Gebäude des Hofs Gödeke saniert und zu einem Ferienanlage umgebaut.
Das Backhaus von 1610 in Fachwerk mit Satteldach und seinem Steinbackofen ist ein zentraler Treffpunkt in der Anlage.